# Propietat industrial
La propietat industrial és un conjunt de drets que pot tenir una persona física o jurídica sobre un invent (patent, model d'utilitat, topografia de productes semiconductors, certificats complementaris de protecció de medicaments i productes fitosanitaris), un disseny industrial, un signe distintiu (marca o nom comercial), etc.Atorga dos tipus de drets: en primer lloc el dret a utilitzar l'invent de forma exclusiva, disseny o signe distintiu, i en segon lloc el dret a prohibir que una tercera persona ho faci. Aquests drets només es confereixen mitjançant el registre. En el cas espanyol per la protecció jurídica es dona per mitjà de la Oficina Espanyola de Patents i Marques. Si es vol gaudir de protecció a nivell europeu, caldrà anar a la Oficina de Protecció Intel·lectual de la Unió Europea per les marques de la UE i dissenys i a la Oficina Europea de Patents respecte a les patents europees. Si aquesta protecció es vol a nivell global caldrà anar a l'Organització Mundial de la Propietat Intel·lectual (OMPI).
El dret de prohibir (ius prohibendi) és la part més destacada de la propietat industrial i permet al titular del dret sol·licitar el pagament d'una llicència. Posseeix límits temporals, car gairebé tots els drets de propietat industrial tenen una duració màxima, i territorials doncs només tenen validesa al territori on s'han concedit (normalment, però no exclusivament, un país).
Altres límits al dret de prohibir són l'esgotament del dret, pel qual una vegada comercialitzat amb permís del titular o havent cobrat la indemnització no es pot impedir la posterior venda; l'ús amb finalitats experimentals i no comercials, l'entrada temporal al país d'un medi de locomoció matriculat a l'estranger, etc.
El Conveni de la Unió de París de 1883, l'Acord sobre els Aspectes dels Drets de la Propietat Intel·lectual relacionats amb el Comerç, el Tractat de Cooperació de Patents, són els alguns dels acords internacionals de major pes sobre la propietat industrial.

## Tipologia
Existeixen diferents tipus de drets de propietat industrial:
- Marques i noms comercials: Consisteix en un signe el qual permet diferenciar productes o serveis d'una empresa.[14] Són regulades a Espanya sota la Llei 17/2001.
- Patents i models d'utilitat: Títol el qual reconeix el dret a explotar en exclusiva la invenció (que pot ser un producte o un procediment) patentada.[15] La invenció ha d'ésser no ha d'estar prohibida per llei, ha de ser nova, tenir activitat inventiva i ser subjecte d'aplicació industrial.[16] El termini de protecció que ofereix la llei a la patent són 20 anys. Els models d'utilitat es diferencien de les patents principalment pel fet que l'activitat inventiva és menor. A més, la protecció dura 10 anys.[3] Són regulades a Espanya sota la Llei 24/2015.
- Topografies de productes semiconductors: Reconeix el dret exclusiu sobre l'esquema de traçat dels diferents capes i elements que componen un circuit integrat electrònic. La protecció abasta 10 anys des de la primera comercialització o des del registre.[17] És regulat a Espanya sota la Llei 11/1988.
- Dissenys industrials: Consisteix en l'aspecte ornamental o estètic d'un article ja sigui trets tridimensionals o bidimensionals.[18] Es troben regulat a Espanya sota la Llei 20/2003.
- Obtencions vegetals: Consisteix en la protecció de plantes les quals es distingeixen per revestir característiques concretes que es mantenen en successius processos de reproducció i es poden propagar sense alteració.[19] A Espanya són regulades sota la Llei 3/2000.

## Propietat industrial i propietat intel·lectual
La propietat industrial està pensada per protegir invencions les quals estan relacionades amb la indústria i en el mercat enfront dels competidors. Per tant, aquests drets tenen una índole patrimonial, poguent ser transmesos pels mitjans admesos en dret. Per exemple, la llicència.
D'altra banda, la propietat intel·lectual està estretament relacionada amb els drets d'autor la qual dota de drets de naturalesa personal i patrimonial. Atribueixen a l'autor de l'obra, que ha de ser única, la plena disposició i el dret a l'explotació de l'obra, amb les limitacions de la Llei. A més, la inscripció d'aquest tipus d'obres és voluntària. Així mateix, amb la propietat intel·lectual, a diferència de la industrial, es reconeixen una successió de drets: morals (reconeixen l'autoria de l'obra. Article 6 bis conveni de Berna); patrimonials ja siguin d'explotació (faculten a l'autor explotar llur obra i extreure'n beneficis) o compensatoris (cobreixen els drets deixats de percebre arran de la reproducció o prestacions protegides).